# Munetaka
Prinz Munetaka (japanisch 宗尊親王, Munetaka-shinnō; geboren 15. Dezember 1242; gestorben 2. September 1274) war der 6. Shōgun des Kamakura-Shōgunates in Japan. Er regierte von 1252 bis 1266.

## Leben und Wirken
Prinz Munetaka war der erste Sohn des Tennō Go-Saga und ersetzte auf Anweisung des Regenten Hōjō Tokiyori im Alter von 10 Jahren den abgesetzten 5. Shōgun Kujō Yoritsune. Munetaka war ein weiterer Marionetten-Regent, kontrolliert durch die Hōjō-Regenten. Er widmete sich daher dem Dichten von Waka. Nach seiner Absetzung 1266 wurde er 1272 buddhistischer Priester. Seine Gedichte finden sich in Sammlungen wie „Keigyoku Waka-shū“ und „Ryūyō Waka-shū“.